# Flen (comuna)
Flen (em sueco: Flens kommun;  ouça a pronúncia) é uma comuna da Suécia localizada no condado da Södermanland. 
Sua capital é a cidade de Flen. Possui 718 quilômetros quadrados e segundo censo de 2018, havia 16 705 habitantes.

## Localidades principais
As localidades mais importantes são:

| Nr | Localidade   | População |
| -- | ------------ | --------- |
| 1  | Flen         | 6 594     |
| 2  | Malmköping   | 2 106     |
| 3  | Hälleforsnäs | 1 624     |

## Comunicações
A comuna de Flen é atravessada pela estrada nacional 55 (Uppsala – Norrköping) e pela linha do Oeste (Estocolmo – Gotemburgo).

## Património turístico
Alguns pontos turísticos mais procurados atualmente são:

- Harpsund (residência oficial de representação e tempo livre do primeiro-ministro da Suécia)